# Dieciocho de Marzo, Durango
Dieciocho de Marzo är en ort i Mexiko.   Den ligger i kommunen Durango och delstaten Durango, i den centrala delen av landet, 700 km nordväst om huvudstaden Mexico City. Dieciocho de Marzo ligger 1 951 meter över havet och antalet invånare är 275.
Terrängen runt Dieciocho de Marzo är kuperad åt sydost, men åt nordväst är den platt. Runt Dieciocho de Marzo är det mycket glesbefolkat, med 3 invånare per kvadratkilometer. Närmaste större samhälle är Nombre de Dios, 19,6 km öster om Dieciocho de Marzo. Omgivningarna runt Dieciocho de Marzo är i huvudsak ett öppet busklandskap.